# Farcell

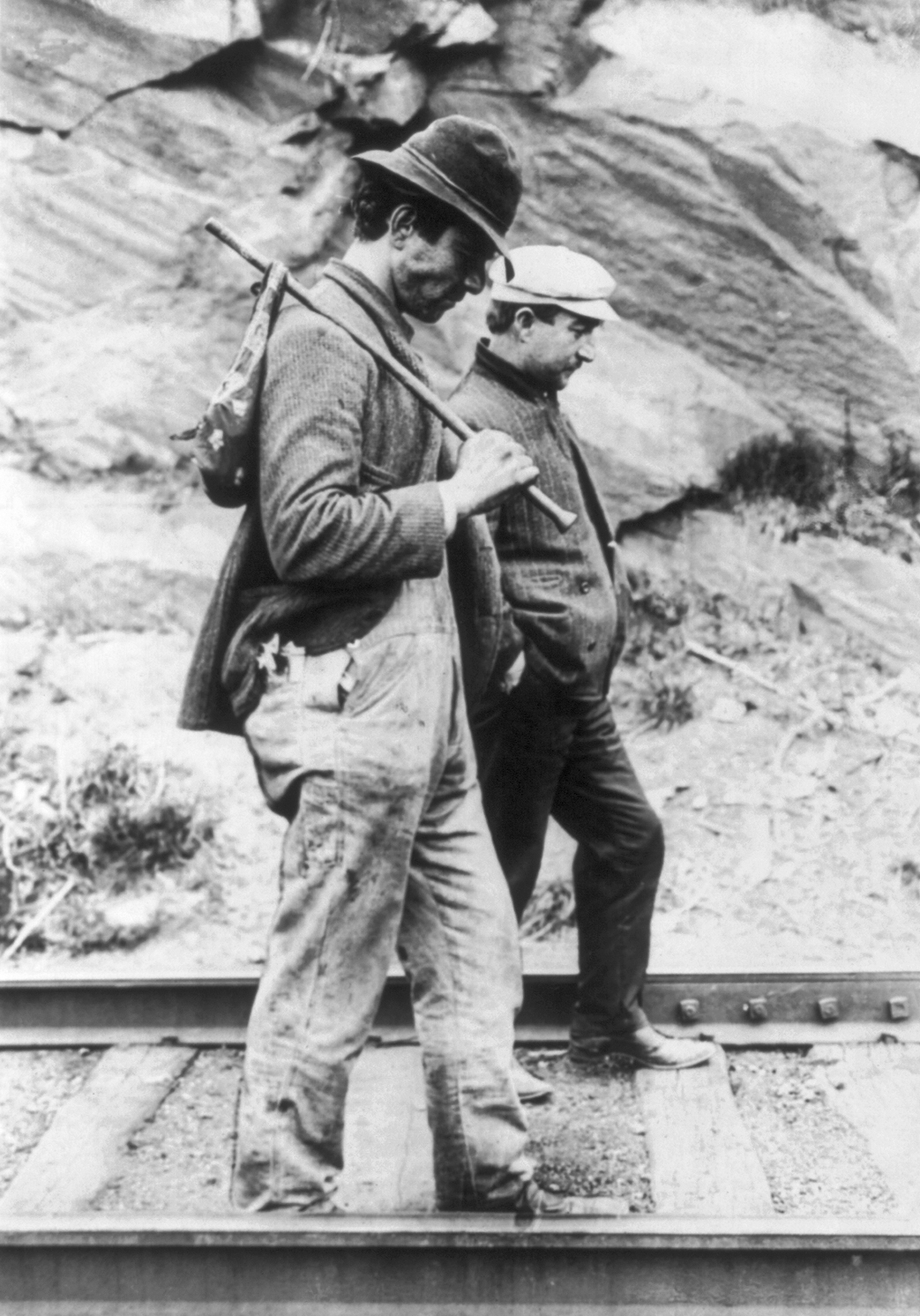
Rodamons per la via del tren. Un d'ells porta les seves coses en un farcell.

Un farcell o fardell és un paquet de roba o petits estris embolicat en un "mocador de fer farcells". Es pot considerar un símbol representatiu de personatges de baixa extracció social, rodamons o marginats sense llar.

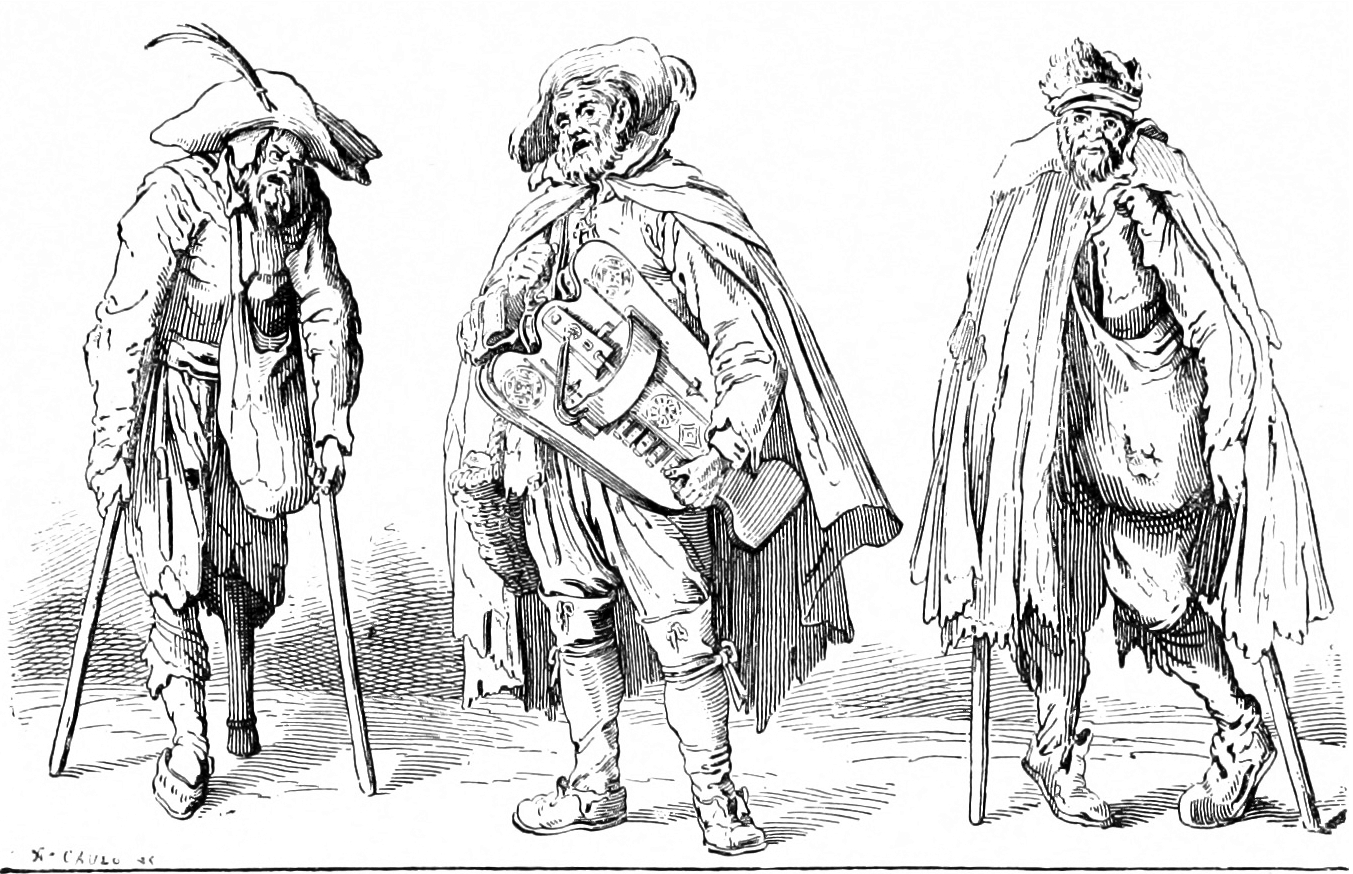
Rodamons i músics, un amb el farcell en bandolera.

Avui en desús, era bastant habitual entre els viatgers amb poques possibilitats econòmiques. La representació dels rodamons en la cultura popular és molt extensa, donant-se en literatura, còmics o cinema. Encara que el farcell es sol representar lligat al final d'un pal, també pot transportar-se lligat al cos.

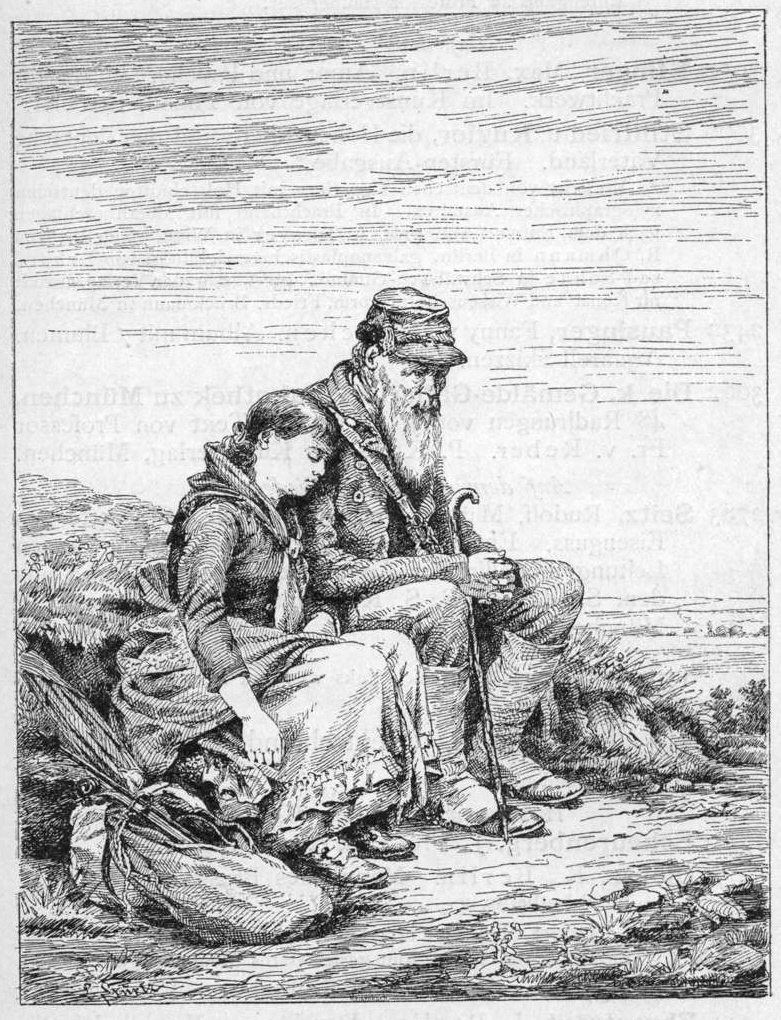
Parella de rodamons descansant; el farcell està a terra, al costat de la noia.

## Etimologia
Farcell o Fardell és el diminutiu de fard, i fard ve del gòtic fata (vestit) i aquest del nòrdic fot.
Dins de les expressions, recollides pel Termcat: "Enfardellar" o "fer el farcell" solen significar anar-se'n, marxar, sent emprades com equivalent d'iniciar un viatge, igual que "fer les maletes" ; "caminar amb el farcell a coll", s'utilitza sovint per a descriure a qui vagabundeja o canvia sovint de domicili; l'expressió "tirar el farcell al mar", indicaria enutjar-se.

## Mocador de fer farcells
El primer equipatge es va guardar en les pells d'animals, per després prevaler un embalum en el qual fos fàcil ficar i treure coses que el viatger necessités, petites bosses de roba on es guardava el més necessari.
- A Catalunya eren tradicionals i prou coneguts els recaders de farcell.[6]

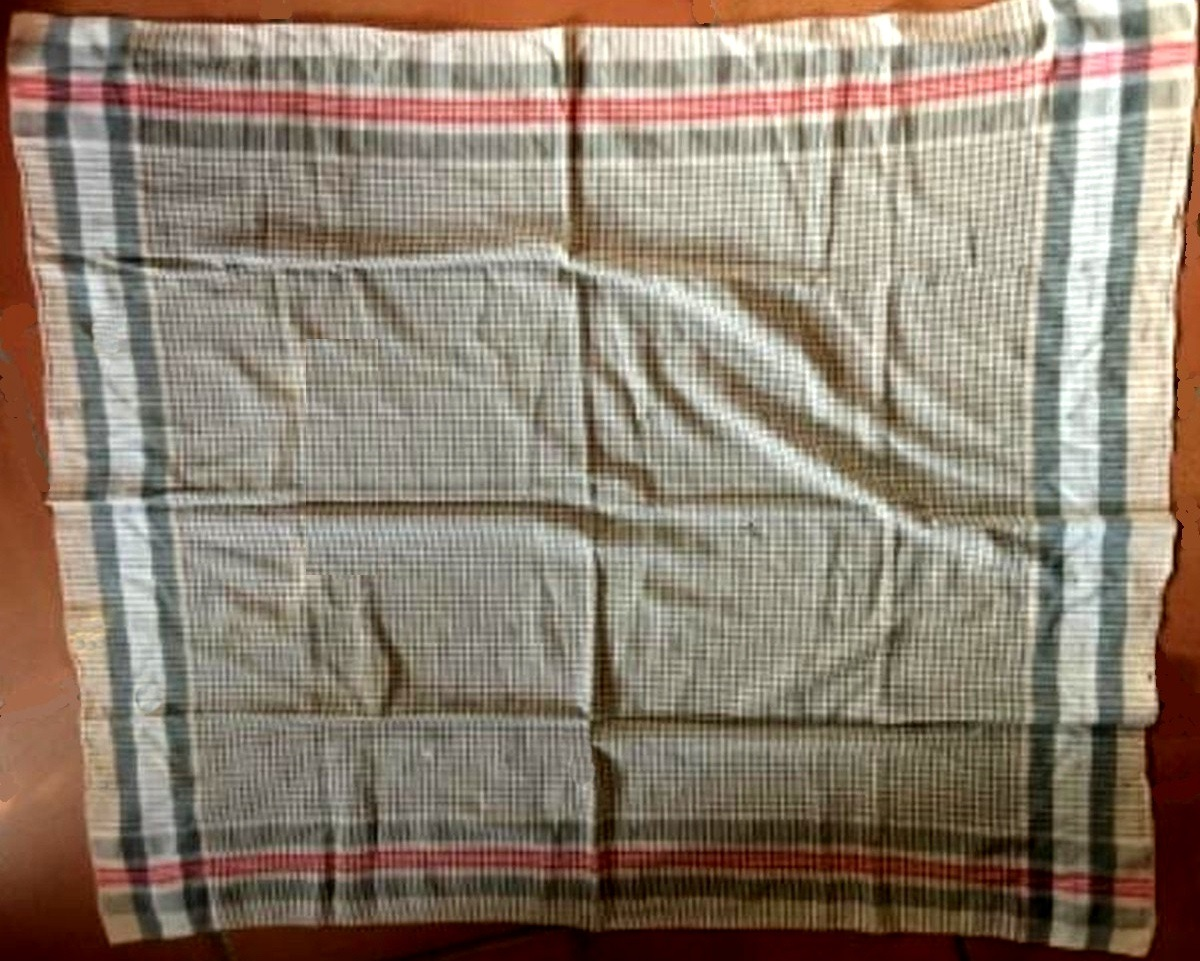
Mocador de fer farcells

## Farcell en la cultura popular
El personatge del rodamon s'ha representat, en el grafisme in altres mitjans, portant un farcell, sovint subjecte a un pal. Així, quan Sullivan, el personatge que interpreta Joel McCrea en Els viatges de Sullivan es disfressa de rodamon, no li falta el seu farcell subjectat amb un pal.
Especialment famosa és la imatge creada per Norman Rockwell i titulada The Runaway, usada com a portada per The Saturday Evening Post al setembre de 1958.
En les historietes en castellà o català, els dibuixants no han dubtat en afegir el farcell als seus personatges. Així, quan Ibáñez dibuixa al seu Mortadelo amb la disfressa de rodamon, no oblida mai aquest detall.
Altres personatges, com Bermudillo, el geni del farcell fan d'aquest element part fonamental del seu abillament.
En la literatura popular, el pícaro en sol portar un: El Lazarillo (...vaig fer un farcell amb la roba del cavaller i vaig sortir corrent contra direcció.) 
També Kerouac en Els rodamons del Dharma afirma que el fan servir: "Prop de Camarillo, on Charlie Parker s'havia tornat boig i va recuperar el seny, un vell rodamon prim i baix va saltar al meu furgó quan ens dirigíem a una via morta per deixar pas a un altre tren, i va semblar sorprès en veure'm. Es va instal·lar a l'altre extrem del furgó i es va estirar davant meu, amb el cap recolzat en el seu miserable farcell, sense dir res."